# Willy Rozier
Willy Rozier (27 de junio de 1901 - 29 de mayo de 1983) fue un director, actor, productor y guionista cinematográfico de nacionalidad francesa.
Nacido en Talence, Francia, su verdadero nombre era Xavier Vallier. Falleció en Neuilly-sur-Seine al suicidarse con un arma de fuego.

## Filmografía

### Director
| - 1931 : Les Monts en flammes - 1931 : Calais-Douvre - 1931 : Le Petit Écart - 1931 : Une nuit à l'hôtel - 1931 : Autour d'une enquête (actor) - 1932 : Avec l'assurance - 1933 : La Guerre des valses (actor) - 1934 : Trois cent à l'heure - 1935 : Pluie d'or - 1936 : Maria de la nuit - 1936 : Veinte mil duros - 1937 : Les Hommes de Proie - 1937 : Les Anges noirs - 1938 : Champions de France - 1941 : Espoirs - 1942 : Mélodie pour toi - 1943 : L'auberge de l'abîme - 1946 : Solita de Cordoue - 1947 : Les Trafiquants de la mer | - 1947 : Monsieur Chasse - 1948 : 56 rue Pigalle - 1949 : L'Épave - 1951 : Le Bagnard - 1952 : Les Amants maudits - 1952 : Manina la fille sans voiles - 1953 : L'Aventurière du Tchad - 1955 : Plus de whisky pour Callaghan - 1955 : À toi de jouer Callaghan - 1957 : Et par ici la sortie - 1958 : Un homme se penche sur son passé - 1960 : Callaghan remet ça - 1960 : Prisonniers de la brousse - 1962 : Le Roi des montagnes - 1965 : Les Chiens dans la lune - 1969 : Les Têtes brûlées - 1972 : Dany la ravageuse - 1976 : Dora, la frénésie du plaisir |

### Actor
- 1928 : La venenosa, de Roger Lion
- 1931 : Autour d'une enquête, de Robert Siodmak y Henri Chomette
- 1931 : Calais-Douvres, de Jean Boyer y Anatole Litvak
- 1931 : Les Monts en flammes, de Luis Trenker y Joe Hamman
- 1932 : Le Petit écart, de Reinhold Schünzel y Henri Chomette
- 1932 : Haut comme trois pommes, de Maurice Champreux (corto)
- 1932 : Une nuit à l'hôtel, de Leo Mittler
- 1932 : Avec l'assurance, de Roger Capellani
- 1933 : La Guerre des valses, de Ludwig Berger

## Teatro
- 1933 : Cette nuit là..., de Lajos Zilahy, escenografía de Lucien Rozenberg, Teatro de la Madeleine